# Göteborgs Prima Fint
Göteborgs Prima Fint är ett av de äldsta svenska snusvarumärkena.
Som namnet antyder härstammar Göteborgs prima fint från just Göteborg med anor från 1826.
Eric Mellgren var en köpman från Göteborg som startade sin egen tobaksfabrik som under många år bara hade en anställd.
När sonen Johan August Mellgren tog över företaget 1850 började det ta fart.
Vid sekelskiftet var företaget som störst och tillverkade då 150 000 kg snus och 75 000 kg tobak för cigarrer och pipor.
När tobaksmonopolet registrerades så lanserade dom ett av familjens recept som Göteborgs Prima Fint Nr 930. Receptet består och är i stort helt oförändrat förutom siffrorna som tagits bort i namnet.
Varumärket lanserades 1919 och finns enbart som lössnus.
Det finmalda snuset präglas av en rund tobakssmak tillsammans med en viss rökighet med inslag av nypon och torkad frukt.